# Копайгоренко Василь Валентинович
Копайгоргорен́ко Василь Валентинович (29 травня 1955, Київ) — український живописець, член Національної спілки художників України (1984)

## Біографія
Народився 29 травня 1955 року в Києві у творчій мистецькій родині. Мама — відомий скульптор Іда Миколаївна Копайгоренко-Троцюк (1928—2014) — мала чималий вплив на життєвий вибір Василя, який також вирішив стати художником. Академічну художню освіту отримав у Київському державному художньому інституті, закінчивши майстерню Віктора Пузиркова (1980). Навчався також у Віктора Зарецького, Михайла Дерегуса.
На початку 1990-х років В. Копайгоренко разом з однодумцями створив мистецьке об'єднання «Світовид», яке очолював понад 10 років.
Учасник всеукраїнських, міжнародних та зарубіжних художніх виставок від 1989. Персональні виставки — у Києві (1995, 1997—1998, 2002, 2005—2007), Торонто (2010).
Навчає живопису студентів у Київському державному інституті декоративно-прикладного мистецтва і дизайну імені Михайла Бойчука. У його доробку — наукові статті, методичні посібники.
Його картину «Дівчина в зеленому береті» (1987) було продано на аукціоні «Christie's» ще в 1990 році. Його твори зберігаються у Націо-нальному музеї Тараса Шевченка в Києві, фондах Міністерства культури і туризму України, НЦНК «Музей Івана Гончара», музеях Узбекистану, Нідерландів та Греції, приватних колекціях України, Румунії, Росії, Франції, Данії, Німеччини, Великої Британії, Канади, США. Разом з колегами В. Копайгоренко бере участь у благодійних аукціонах.

## Творчість
В основі творчості Василя Копайгоренка — народні традиції і звичаї, прадавня українська міфологія, народна культура. У його творчому доробку сотні картин на теми українських вірувань, символів, обрядів. Основними темами є: людина і всесвіт, міфи й вірування праукраїнців. Назви картин говорять самі за себе: «Стародавній обряд» (1983), «Літо» (1989), «Покрова» (1991), «Чумацький шлях» (1992), «Івана Купала», «Місячне світло» (обидві — 1993), «Коляда» (1994), «Лісова пісня», «Мандрівники далекі», «Материнство» (усі — 1995), «Праматір степу» (1996), «Святвечір» (1997), «Гетьман», «Чар-зілля» (обидві — 1998), «Ярило» (1999), «Весна. Аратанія», «За роботою» (обидві — 2000), «Михайло Архистратиг» (2003), «Косовиця» (2004), «Діди», «Колядники» (обидві — 2005), «Музики» (2006), «Старий рибалка», «На ярмарку» (обидві — 2008), «На Івана Купала», «Юрій Змієборець» (обидві — 2009), «Розкажіть, діду», «Ой, чумаче» (обидві — 2010), «Вертеп», «Козаки на морі» (обидві — 2011), «Різдвяний янгол» (2012), «Чумацький шлях» (2013) та інші.
Постійно звертається художник до образу Козака Мамая — народного героя, сакрального національного символу, своєрідного невмирущого коду, що тримає пам'ять поколінь («Козак у степу» (1990, 1992), «Козак Мамай» (2009), «Козак» (2013) тощо. У творчості Василя Копайгоренка він не канонізований. Його Мамай завжди різний, але завжди загадковий і ліричний. Це воїн, мрійник і лірник, мудрець і характерник.
Низку робіт створено Василем Копайгоренком за легендами, міфологічними темами, які він розкриває по-новому, сміливо інтерпретує, вписує їх у наші українські мрії і реалії («Дівчина і кентавр» (1992), «Молитва до неба» (1997), «Мисливиця» (1995), «Кентавр та мавка» (2004), «Лісовик та мавка» (2006), «Музика лісу» (2013). У серії «Русалії» побачили світ роботи: «Русалії» (1995), «В райськім саду» (2006), «Закувала зозуля» (2010), «Русалонька» (2007), «Поцілунок», «Цнотливий поцілунок» (2008), «Муза та скрипаль», «Нічна феєрія» «Русалонька та рибалка» (усі — 2011).

## Родина
Дружина — Баликова Олена Юріївна, українська художниця; член Спілки радянських художників України з 1989 року.
Син — Копайгоренко Артем Васильович, член НСХУ (2006)